# Cartoon Network Studios
Cartoon Network Studios è una società statunitense di produzione di cartoni animati. Sussidiaria della Warner Bros. Discovery, l'azienda si occupa di produrre e realizzare serie televisive animate e, dal 2007, anche serie televisive in live action per la relativa emittente Cartoon Network. Alcune serie targate Cartoon Network Studios sono state trasmesse anche dalla emittente Kids' WB, una rete affiliata a Cartoon Network chiusasi nel 2008.
Nata negli anni novanta, ha ormai prodotto oltre 50 serie animate, andate in onda per anni fin dal 1997, su canali principalmente per bambini e ragazzi.

## Filmografia

### Lungometraggi
- Le Superchicche - Il film [The Powerpuff Girls Movie] (co-prodotta con Rough Draft Studios, Inc. e Warner Bros. Animation, 2002)
- Regular Show - Il film [Regular Show: The Movie] (2015)
- LEGO Ninjago - Il film [The LEGO Ninjago Movie] (co-prodotta con LEGO Group, Village Roadshow Pictures e Warner Bros. Animation, 2017)
- Teen Titans Go! - Il film [Teen Titans Go! to the Movies] (co-prodotta con DC Entertainment e Warner Bros. Animation, 2018)
- Steven Universe: il film [Steven Universe: the Movie] (2019)
- Siamo solo Orsi - il film [We Bare Bears: the Movie] (2020)

### Cortometraggi per il cinema
Cartoon Network nel corso degli anni ha spesso creato dei cortometraggi delle sue serie più famose per trasmetterle nei vari cinema prima di una proiezione di film famosi e particolarmente pubblicizzati. Solitamente i corti vengono trasmessi solo nei cinema Warner Village e in Italia solo in questa compagnia di cinema.
Episodio inizialmente trasmesso nelle sale cinematografiche prima della visione di Le Superchicche - Il film, successivamente è stato aggiunto agli episodi della quarta stagione della serie di Cartoon Network Il Laboratorio di Dexter da cui proviene il cortometraggio.
- Il laboratorio di Dexter: Varicella [Dexter's Laboratory: Chicken Scratch] (Trasmesso per la prima volta nei cinema italiani dall'8 novembre 2002)

Eccezionalmente, dopo un lungo periodo di assenza di corti nei cinema negli Stati Uniti, nel 2011 in occasione dell'uscita cinematografica del film d'animazione Rio, Cartoon Network ha creato, per l'occasione, un cortometraggio della durata di 2 minuti circa proveniente dalla sua nuova serie originale di successo Regular Show in cui i due protagonisti Mordecai (una Ghiandaia azzurra americana) e Rigby (un Procione) cercano di creare una canzone di successo con bizzarri e divertenti risultati. Il corto è stato poi caricato sul canale YouTube di Cartoon Network.
- Ringtone (Trasmesso per la prima volta nei cinema americani dal 15 aprile 2011, prima della proiezione del film d'animazione Rio: The Movie)

### Film e Speciali per la televisione
Sono stati creati 23 film per la televisione e tutti mandati in onda solo su Cartoon Network (in Italia anche sul canale gratuito del digitale terrestre Boing). Ad eccezione di Party Wagon che è stato un film pilota per una serie animata successivamente cancellata (infatti il film non è mai stato trasmesso all'infuori degli Stati Uniti), tutti gli altri film sono a tutti gli effetti dei lunghi episodi speciali delle serie di Cartoon Network che hanno avuto un grande successo in televisione tra cui: Il laboratorio di Dexter, Camp Lazlo, Nome in codice: Kommando Nuovi Diavoli, Le tenebrose avventure di Billy e Mandy, Quella scimmia del mio amico, Gli amici immaginari di casa Foster, Ed, Edd & Eddy e Ben 10. Tra i vari film prodotti ci sono anche alcuni, tratti da serie di Cartoon Network, trasportati in live action tra cui i vari film di Ben 10 e della serie Jimmy fuori di testa che insieme ai primi film, non in live action, delle serie: Gli Amici Immaginari di Casa Foster, The Secret Saturdays, Samurai Jack, Classe 3000 e Transformers Animated costituiscono loro da piloti. Il 18 marzo 2012 Cartoon Network, solo negli Stati Uniti, ha trasmesso il suo primo speciale in live action: un documentario originale e ad iniziativa sociale, dal titolo Stop Bullying: Speak Up.
- Il laboratorio di Dexter: Le cattive azioni (Il primo speciale della serie “Il Laboratorio di Dexter”. Negli USA non è mai stato trasmesso su Cartoon Network, ma è invece stato trasmesso solo nei convegni d'animazione il 12 luglio 1998, per eccessivi contenuti di tipo profano e di linguaggio presenti in esso)[1]
- Il laboratorio di Dexter - Viaggio nel futuro [Dexter's Laboratory: Ego Trip] (co-prodotta con Hanna-Barbera. Trasmesso su Boing il gennaio 2008 e su Cartoon Network Italia nel 13 luglio 2008)
- Samurai Jack: La trilogia [Samurai Jack: The Premiere Movie]
- The Flinstones: On the Rocks (co-prodotta con Hanna-Barbera. Trasmesso solo su Cartoon Network USA il 3 novembre 2001 e su Cartoon Network Japan il 3 gennaio 2002, mai trasmesso in Italia. Il film era l'ultimo della saga de Gli antenati ad essere prodotto con lo studio di “Hanna-Barbera”, ed era inoltre dedicato al creatore William Hanna, morto nel 2001)
- Le Superchicche in un Natale incandescente [The Powerpuff Girls: Twas the Fight Before Christmas] (Trasmesso su Cartoon Network Italia il 25 dicembre 2003)
- Billy & Mandy in un infernale Halloween [Billy and Mandy's Jacked-Up Halloween]
- Un Natale alla Johnny Bravo [A Johnny Bravo Christmas]
- È San Valentino Johnny Bravo [It's Valentine's Day, Johnny Bravo] (Trasmesso su Cartoon Network Italia il 14 febbraio 2004)
- Party Wagon (co-prodotta con Snee-Oosh, Inc.. Film prodotto nel 2003 e trasmesso solo su Cartoon Network USA il 27 febbraio 2004. Mai trasmesso in Italia e nel resto del mondo)
- Gli amici immaginari di casa Foster: La nuova casa di Bloo [Foster's Home for Imaginary Friends: House of Bloo's] (Trasmesso su Cartoon Network Italia il 10 gennaio 2005)
- Gli amici immaginari di casa Foster: Un Babbo Natale perduto [Foster's Home for Imaginary Friends: A Lost Claus] (Trasmesso su Cartoon Network Italia il 25 dicembre 2005)
- Ed, Edd & Eddy: Buon Natale [Ed, Edd n Eddy's Jingle Jingle Jangle] (co-prodotta con Funbag Animation Studios ed A.k.a. Cartoon. Trasmesso su Cartoon Network Italia il 25 dicembre 2005)
- Ed, Edd & Eddy: Il giorno di San Valentino [Ed, Edd n Eddy's Hanky Panky Hullabaloo] (co-prodotta con Funbag Animation Studios ed A.k.a. Cartoon. Trasmesso su Cartoon Network Italia il 14 febbraio 2006)
- Ed, Edd & Eddy: Dolcetto o scherzetto? [Ed, Edd n Eddy's Boo Haw Haw] (co-prodotta con Funbag Animation Studios ed A.k.a. Cartoon. Trasmesso su Cartoon Network Italia il 31 ottobre 2006)
- Nome in codice: Kommando Nuovi Diavoli - Operazione D.O.N.I. [Codename: Kids Next Door: Operation: N.A.U.G.H.T.Y.] (co-prodotta con Curious Pictures. Trasmesso su Cartoon Network Italia il 25 dicembre 2006)
- Billy & Mandy salvano il Natale [Billy and Mandy Save Christmas] (Trasmesso su Cartoon Network Italia il 25 dicembre 2006)
- Juniper Lee e il coniglio pasquale [June's Egg-cellent Adventure: Juniper Lee Meets the Easter Bunny] (Trasmesso su Cartoon Network Italia l'8 aprile 2007)
- Nome in codice: Kommando Nuovi Diavoli - Operazione Z.E.R.O. [Codename: Kids Next Door: Operation: Z.E.R.O.] (co-prodotta con Curious Pictures)
- Gli amici immaginari di casa Foster: La grande fuga [Foster's Home for Imaginary Friends: Good Wilt Hunting]
- Quella scimmia del mio amico: Il grande viaggio di campo [My Gym Partner's a Monkey: The Big Field Trip]
- Camp Lazlo: Dov'è Lazlo? [Camp Lazlo: Where's Lazlo?]
- Classe 3000: Il ritorno di Sunny [Class of 3000: Home] (co-prodotta con Tom Lynch Company e Moxie Turtle. Trasmesso su Cartoon Network Italia il 7 settembre 2007)
- Billy & Mandy alla ricerca dei poteri perduti [Billy & Mandy's Big Boogey Adventure] (Trasmesso su Cartoon Network Italia il 31 ottobre 2007)
- La collera della Regina Ragno [Billy & Mandy: Wrath of the Spider Queen] (Trasmesso su Cartoon Network Italia il 1º novembre 2007)
- Ed, Edd & Eddy: Arrivano gli Ed, arrivano gli Ed! [The Eds are Coming, The Eds are Coming] (co-prodotta con Funbag Animation Studios ed A.k.a. Cartoon)
- Le tenebrose avventure del KND [The Grim Adventures of the KND; The Grim Adventures of Kids Next Door] (co-prodotta con Curious Pictures. Trasmesso su Cartoon Network Italia il 30 ottobre 2007)
- Ben 10: Il segreto dell'Omnitrix [Ben 10: Secret of the Omnitrix] (Trasmesso su Cartoon Network Italia il 31 dicembre 2007)
- Jimmy fuori di testa - Il film [Re-Animated] (co-prodotta con Turner Studios, Renegade Animation ed Appleday Pictures. Trasmesso su Cartoon Network Italia il 27 aprile 2008)[2]
- Transformers Animated - Il film: Viaggio verso l'ignoto [Transformers Animated Movie: Transform and Roll Out] (co-prodotta con The Answer Studio, MOOK DLE., Studio 4°C e Hasbro. Trasmesso su Cartoon Network Italia il 22 settembre 2008)
- Ben 10: Corsa contro il tempo [Ben 10: Race Against Time] (co-prodotta con Trouper Productions. Trasmesso su Cartoon Network Italia il 26 settembre 2008)
- Gli amici immaginari di casa Foster: Incubo a casa Foster [Foster's Home for Imaginary Friends: Nightmare on Wilson Way]
- Gang Spaccagrugno [Underfist: Halloween Bash] (trasmesso su Cartoon Network Italia il 1º novembre 2008)
- Evviva le Superchicche! [The Powerpuff Girls Rule!!!] (Trasmesso su Cartoon Network Italia l'8 dicembre 2008)
- Camp Lazlo: Babbo Natale va in vacanza [Camp Lazlo: Kamp Kringle] (Trasmesso su Cartoon Network Italia il 25 dicembre 2008)
- Classe 3000: Lo speciale di Natale [The Class of 3000 Christmas Special] (co-prodotta con Moxie Turtle e Tom Lynch Company)
- Nome in codice: Kommando Nuovi Diavoli - Operazione I.N.T.E.R.V.I.S.T.E. [Codename: Kids Next Door: Operation: I.N.T.E.R.V.I.E.W.S.] (co-prodotta con Curious Pictures)
- Quella scimmia del mio amico: Il musical scolastico animale [My Gym Partner's a Monkey: Animal School Musical]
- Chowder - Scuola di cucina: Hey, Hey It's Knishmas [Chowder: Hey, Hey It's Knishmas]
- Gli amici immaginari di casa Foster: Destinazione immaginazione [Destination: Imagination] (Trasmesso su Cartoon Network Italia il 7 marzo 2009)
- The Secret Saturdays: La pietra Kur [The Secret Saturdays: The Kur Stone] (co-prodotta con PorchLight Entertainment. Trasmesso su Cartoon Network Italia il 15 giugno 2009)
- Ed, Edd & Eddy: Il grande film [Ed, Edd n Eddy's Big Picture Show] (co-prodotta con Funbag Animation Studios ed A.k.a. Cartoon. Trasmesso su Cartoon Network Italia il 24 luglio 2009)
- Ben 10: Alien Swarm (co-prodotta con Trouper Productions. Trasmessa su Cartoon Network Italia il 27 novembre 2009)
- Le meravigliose disavventure di Flapjack: Bassomare - Una meravigliosa disavventura di Flapjack molto speciale per il giorno di Bassomare [The Marvelous Misadventures of Flapjack: Low Tidings - Christmas Special]
- Firebreather: I due mondi [Firebreather] (co-prodotta con SAMG Animation Studio e Pistor Productions. Trasmesso su Cartoon Network Italia il 1º aprile 2011)[3][4]
- Level Up (co-prodotta con Georgia Department of Economic Development, Alive & Kicking Productions e D and D Productions. Trasmesso su Cartoon Network USA il 23 novembre 2011 e su Cartoon Network Italia il 18 maggio 2012)[5][6]
- Ben 10/Generator Rex: Heroes United (Trasmesso su Cartoon Network Italia il 24 febbraio 2012)
- Ben 10: Destroy All Aliens (co-prodotta con Monkey Punch Studio, Tiny Island Productions e Cartoon Network Studios Asia. Trasmesso su Cartoon Network Italia il 9 marzo 2012)
- Stop Bullying: Speak Up [Speak Up] (co-prodotta con Third Act Productions. Primo speciale originale in live action, o anche primo documentario originale, realizzato per il progetto sociale Bullying: It Stops Here, organizzato e realizzato dal canale Cartoon Network, dall'emittente televisiva all-news CNN, dal social network Facebook e dalla società Time Inc., che cerca di fermare le azioni di bullismo tra i bambini e i ragazzi americani. Trasmesso solo su Cartoon Network USA il 18 marzo 2012, mentre in Italia e nel resto del mondo lo speciale rimarrà inedito)[7]
- Johnny Bravo va a Bollywood [Johnny Bravo Goes to Bollywood] (co-prodotta con Inspidea Animation Malaysia, Cartoon Network Studios Asia e Famous House Of Animation: Solo il cortometraggio. Nuovo film della serie trasmesso, inizialmente come cortometraggio di 11 minuti dal titolo Johnny Bravo Goes to Bollywood, prima nel giugno 2009 in India e poi nell'agosto 2010 in Gran Bretagna. Il film vero e proprio con il titolo omonimo, invece, è stato trasmesso in anteprima assoluta su Cartoon Network Australia il 28 novembre 2011. Il film, con il suo giorno di lancio ufficiale ancora sconosciuto, è stato trasmesso su Cartoon Network USA nel 2012, mentre in Italia venne trasmesso su Boing il 15 dicembre 2012)[8][9]
- Ben 10: Omniverse - In missione con i Saturday [T.G.I.S.]
- Superchicche: Pantadanza [The Powerpuff Girls: Dance Pantsed] (co-prodotta con Je Suis Bien Content, Planktoon Studios e Passion Pictures. Trasmesso su Boomerang l'8 marzo 2014)[10]

### Serie TV originali animate
- The Moxy Show (co-prodotta con (Colossal) Pictures ed Hanna-Barbera, 1993—2000)@
- Space Ghost Coast to Coast (1994—2004: co-produzione con DESIGNefx, Big Deal Cartoons, Ghost Planet Industries e Williams Street, 2006—2008: co-produzione con GameTap - La serie, in quel periodo, era trasmessa solo come webserie)@
- Leone il cane fifone [Courage the Cowardly Dog] (1995: episodio pilota in co-produzione con Stretch Films ed Hanna-Barbera, 1999—2002: co-produzione con Cartoon Network, Wang Film Productions e Stretch Films)
- What a Cartoon! [World Premiere Toons; The What-a-Cartoon! Show; The Cartoon Cartoon Show] (1995—1997: co-produzione con Hanna-Barbera, 1997—2001)
- Big Bag (co-prodotta con The Jim Henson Company e Sesame Workshop, 1996—1998)@
- Il laboratorio di Dexter [Dexter's Laboratory] (1996—1998: co-produzione con Hanna-Barbera, 2001—2003)
- Mucca e Pollo [Cow and Chicken] (co-prodotta con Hanna-Barbera, 1997—1999)
- Io sono Donato Fidato [I Am Weasel] (co-prodotta con Hanna-Barbera, 1997—2000)
- Johnny Bravo (1997—2002: co-produzione con Hanna-Barbera, 2003—2004)
- Il cane Mendoza [Fat Dog Mendoza] (co-prodotta con RG Prince Films, Sunbow Entertainment, TV-Loonland AG e Cartoon Network Europe, 1998—2001)
- Le Superchicche [The Powerpuff Girls] (1998—2002: co-produzione con Hanna-Barbera, 2002—2005)
- Mike, Lu & Og (co-prodotta con Nic/Sae Hahn Productions, Pilot Studio e KINOFILM Animation, 1999—2000)
- Ed, Edd & Eddy [Ed, Edd n Eddy] (co-prodotta con Funbag Animation Studios ed A.k.a. Cartoon, 1999—2009)
- Brutti e cattivi [Grim & Evil; Maxwell Atoms' Grim & Evil] (2000: episodio pilota in co-produzione con Hanna-Barbera, 2001—2002)
- Ovino va in città [Sheep in the Big City] (co-prodotta con Curious Pictures, 2000—2002)
- Harvey Birdman, Attorney at Law (co-prodotta con Allied Arts and Science, Turner Studios, Williams Street e J.J. Sedelmaier Productions, Inc.: Solo il primo episodio, 2000—2007)@
- La squadra del tempo [Time Squad] (2001—2003)
- Samurai Jack (2001—2004)
- Whatever Happened to Robot Jones? [Whatever Happened to... Robot Jones?] (2000: episodio pilota co produzione con Hanna-Barbera,2002-2003:produzione con Cartoon Network Studios)@
- Gli Astromartin [Allô la Terre, ici les Martin; Spaced Out] (co-prodotta con Animation Enterprises Hong Kong, Canal+, France 3, VRAK.TV, La Sofica Gimages 2, Tooncan Productions, Alphanim e Cartoon Network Europe, 2002—2005)
- I gemelli Cramp [The Cramp Twins] (co-prodotta con Koko Enterprises, RG Prince Films, Sunbow Entertainment, TV-Loonland AG e Cartoon Network Europe, 2002—2006)
- Nome in codice: Kommando Nuovi Diavoli [Codename: Kids Next Door] (co-prodotta con Curious Pictures, 2002—2008)
- IPGX: Immortal Grand Prix [IGPX インモータル・グランプリ; IPGX Ai Jī Pī Ekkusu Inmōtaru Guranpuri] (co-prodotta con Bandai Entertainment, Bandai Visual, Production I.G, IPGX Production Committee, Bee Train: Solo la miniserie del 2003, Williams Street e Zoom Bang! Entertainment: Insieme solo per la versione in lingua inglese, 2003—2003 e 2005—2006)
- Hector Polpetta [Evil Con Carne] (2003—2004)
- Star Wars: Clone Wars (co-prodotta con Lucasfilm Ltd., 2003—2005)
- Le tenebrose avventure di Billy & Mandy [The Grim Adventures of Billy & Mandy] (2003—2008)
- Santo vs. The Clones [Santo Contra Los Clones] (co-prodotta con LMT Animation Studio e Cartoon Network Latin America. Miniserie animata di 5 corto-episodi, basata sul leggendario wrestler messicano Rodolfo Guzmàn Huerta detto “El Santo”, trasmesso solo su Cartoon Network Latin America, 2004—2004)
- Megas XLR (2004—2005)
- Hi Hi Puffy AmiYumi (co-prodotta con Renegade Animation, 2004—2006)
- Gli amici immaginari di casa Foster [Foster's Home for Imaginary Friends] (2004—2009)
- Sunday Pants (co-prodotta con Primal Screen, Six Point Harness e Soup2Nuts. Show-progetto della durata di 30 minuti che, a differenza del precedente What A Cartoon!, trasmetteva dei brevi cortometraggi originali “non ufficiali” seguenti, in ogni episodio, l'animazione a tema. Trasmesso solo su Cartoon Network USA, 2005—2005)
- Juniper Lee [The Life and Times of Juniper Lee] (2005—2007)
- Ben 10 (2005—2008)
- Camp Lazlo (2005—2008)
- Quella scimmia del mio amico [My Gym Partner's a Monkey] (2005—2008)
- Robotboy (co-prodotta con Digital eMation, France 3, Cofinova 1, LuxAnimation, Alphanim e Cartoon Network Europe, 2005—2008)
- I Fantastici Quattro: I più grandi eroi del mondo [Fantastic Four: World's Greatest Heroes] (co-prodotta con M6, Taffy Entertainment, MoonScoop Group e Marvel Enterprises, 2006—2007. Negli USA si è conclusa nel 2010, a causa della irregolarità di trasmissione e programmazione locale del canale)
- PPG Z - Superchicche alla riscossa [出ましたっ!パワパフガールズZ; Demashita! Pawapafu Gāruzu Zetto; Demashita! Powerpuff Girls Z; They're Here! Powerpuff Girls Z; Powerpuff Girls Z; PPGZ] (co-prodotta con TV Tokyo, Toei Animation, Aniplex, Cartoon Network Japan ed Ocean Productions, Inc.: Solo la versione in lingua inglese, 2006—2007)
- Squirrel Boy (2006—2007)
- Classe 3000 [Class of 3000] (co-prodotta con Tom Lynch Company e Moxie Turtle, 2006—2008)
- Skatoony [SKAToonY] (co-prodotta con: Talent Television per la versione originale inglese; Blink Studios per la versione arabica; Smiley Guy Studios, Marblemedia e Teletoon Productions per la versione nord americana. Telequiz per bambini in stile cartone animato trasmesso in origine su Cartoon Network UK: 2006—2008, poi su Cartoon Network USA in contemporanea con il Canada su Teletoon: 2010—2013, ed attualmente in onda su Cartoon Network Arabic: 2011—presente)@
- George della giungla [George of the Jungle] (co-prodotta con Top Draw Animation, Studio B Productions, Classic Media, Teletoon Productions e Bullwinkle Studios, 2007—2008)
- Jimmy fuori di testa [Out of Jimmy's Head] (co-prodotta con Brookwell McNamara Entertainment, 2007—2008)
- Storm Hawks (co-prodotta con Nerd Corps Entertainment e YTV, 2007—2009)
- Transformers Animated (co-prodotta con The Answer Studio, MOOK DLE., Studio 4°C e Hasbro, 2007—2009)
- Chowder - Scuola di cucina [Chowder] (2007—2010)
- Best Ed (co-prodotta con Cartoon Network UK, 9 Story Entertainment e Teletoon Productions, 2008—2008)
- Polli Kung Fu [Chop Socky Chooks] (co-prodotta con C.O.R.E. Toons, Arc Productions, DHX Media, Decode Entertainment, Aardman Animations e Teletoon Productions, 2008—2009)
- The Mr. Men Show (co-prodotta con Five, Renegade Animation e Chorion, 2008—2009
- Le meravigliose disavventure di Flapjack [The Marvelous Misadventures of Flapjack] (2008—2010)
- The Secret Saturdays (co-prodotta con PorchLight Entertainment, 2008—2010)
- Star Wars: The Clone Wars (co-prodotta con CGCG Inc., Lucasfilm Animation Singapore, Lucasfilm Animation e Lucasfilm Ltd., 2008—2014)
- The Cartoonstitute (Show-progetto simile a What A Cartoon!, composto da 14 cortometraggi animati, durato una puntata e trasmesso solo su Cartoon Network USA ed anche sul portale locale Cartoon Network Video il 7 maggio 2010. Da questo show-progetto sono nate due future serie animate: “Regular Show”, tratto dal corto animato omonimo, e “Secret Mountain Fort Awesome”, nato invece come base dal corto animato intitolato “Uncle Grandpa”)
- La Pantera Rosa & Co. [Pink Panther and Pals] (co-prodotta con Rubicon Studios, Desert Panther Production, MGM Television e Mirisch-Geoffrey-DePatie-Freleng, 2010—2010)
- Robotomy (co-prodotta con World Leaders Entertainment, 2010—2011)@
- Sym-Bionic Titan (co-prodotta con Orphanage Animation Studios, 2010—2011)
- Ben 10: Ultimate Alien (2010—2012)
- Hero: 108 (co-prodotta con Hong Ying Animation, Telegael, Mike Young Productions, Taffy Entertainment, MoonScoop Group e Gamania, 2010—2012)
- Generator Rex (2010—2013)
- Adventure Time [Adventure Time; Adventure Time with Finn & Jake] (co-prodotta con Frederator Studios, 2010—2018)
- Regular Show (2010— 2017)
- Secret Mountain Fort Awesome (2011—2012)@
- The Problem Solverz (co-prodotta con Mirari Films, 2011—2013)@
- Lo straordinario mondo di Gumball [The Amazing World of Gumball] (co-prodotta con Studio Soi, Dandelion Studios Ltd., Boulder Media Limited e Cartoon Network Development Studio Europe, 2011—2019)
- Ben 10: Omniverse (2012—2014)
- Dragons - I cavalieri di Berk [DreamWorks Dragons] (co-prodotta con CGCG Inc. e DreamWorks Animation SKG, Inc., 2012—2014)
- The Annoying Orange [The High Fructose Adventures of Annoying Orange] (co-prodotta con Gagfilms, The Collective e 14th Hour Productions, 2012—2014)?
- Steven Universe (2013—2019)
- Uncle Grandpa (2013—2017)
- Over the Garden Wall - Avventura nella foresta dei misteri [Over the Garden Wall] (2014—2014)
- Clarence (2014—2018)
- Jorel's Brother [Irmão do Jorel] (co-prodotta con Copa Studio e Cartoon Network Latin America, 2014—presente)@
- Mixels (co-prodotta con The Lego Group, 2014—presente)
- Long Live the Royals (2015—2015)?
- Mighty Magiswords (2016—2019). Prima serie animata digitale di Cartoon Network, e dal 2016 diventa anche una serie televisiva)?
- Siamo solo orsi [We Bare Bears] (2015—presente)
- The Powerpuff Girls (2016—2019)
- Summer Camp Island - Il campeggio fantastico [Summer Camp Island] (2018-presente)
- JJ Villaird s Fairy Tales (-2020)

NOTA - (@): Serie mai trasmessa in Italia; (?): Serie ancora inedita in Italia.

### Serie TV originali in live-action
- My Spy Family (co-prodotta con Kindle Entertainment e Cartoon Network Europe, 2007—2010)
- Tower Prep (co-prodotta con Dolphin Entertainment, 2010—2010)?
- Level Up (co-prodotta con Alive & Kicking Productions e Lords Productions, 2012—2013)
- Incredible Crew (co-prodotta con N'Credible Entertainment, 2012—2013)@
- La CQ - Una scuola fuori dalla media [La CQ] (co-prodotta con RCTV, Televisa e Cartoon Network Latin America, 2012—2014)

NOTA - (@): Serie mai trasmesse in Italia; (?): Serie ancora inedite in Italia.

### Serie TV originali targate Warner Bros. Animation
- Justice League (2001—2004)
- Teen Titans (2003-2006)
- Duck Dodgers (2003—2005)
- Justice League Unlimited (2004—2006)
- Krypto the Superdog (2005—2006)
- Batman: The Brave and the Bold (2008—2011)
- Young Justice (co-prodotta con DC Entertainment, 2010—2013)
- MAD (co-prodotta con 2010—2013)
- Scooby-Doo - Mystery, Inc. [Scooby Doo! Mystery Incorporated] (2010—2013)
- ThunderCats [ThunderCats] (2011—2012)
- Green Lantern: The Animated Series (co-prodotta con DC Entertainment, 2011—2013)
- Legends of Chima (co-prodotta con LEGO Group, 2013—2014)
- Beware the Batman (co-prodotta con DC Entertainment, 2013—2014)
- Ninjago: Masters of Spinjitzu (co-prodotta con LEGO Group, 2011—presente)
- Teen Titans Go! (co-prodotta con DC Entertainment, 2013—presente)
- The Tom & Jerry Show [The Tom and Jerry Show] (2014—presente)
- Be Cool, Scooby-Doo! (2015—presente)
- Tiny Toons Looniversity (2023-presente)

NOTA - (@): Serie mai trasmesse in Italia; (?): Serie ancora inedite in Italia.

### Show in live-action (programmi TV)
- Cartoon Network Dance Club (Programma televisivo originale trasmesso solo in Europa su Cartoon Network Germany e su Cartoon Network Poland. Genere: Musicale. Case di produzione: DS TV e Cartoon Network Europe. Anni di trasmissione: 2008—presente per la versione originale tedesca, 2010—2010 per la versione polacca)[11][12][13]
- Bobb'e Says (Programma televisivo originale USA trasmesso solo su Cartoon Network USA nel blocco esclusivo del 2009 CN Real. Genere: Reality show e Comedy Show. Casa di produzione: Hallock Healey Entertainment. Anni di trasmissione: 2009—2009)
- BrainRush [BrainRu$h] (Programma televisivo originale USA trasmesso solo su Cartoon Network USA nel blocco esclusivo del 2009 CN Real. Genere: Reality Show e Game show. Casa di produzione: Super Delicious Productions. Anni di trasmissione: 2009—2009)
- The Othersiders (Programma televisivo originale USA trasmesso solo su Cartoon Network USA nel blocco esclusivo del 2009 CN Real. Genere: Reality Show. Case di produzione: Red Varden Studios e Ping Pong Productions. Anni di trasmissione: 2009—2009)
- Staraoke (Programma televisivo originale trasmesso solo su Cartoon Network Europe. Genere: Musicale e Game Show. Case di produzione: Archie Productions, Cartoon Network Europe ed Intervisio per le versioni - Originale del 2003 ed attuale del 2009. Anni di trasmissione: 2009—2009)
- Survive This (Programma televisivo originale del Canada trasmesso solo su Cartoon Network USA nel blocco esclusivo del 2009 CN Real. Genere: Reality Show, Avventura e Azione. Casa di produzione: 9 Story Entertainment. Anni di trasmissione: 2009—2010)
- Destroy Build Destroy (Programma televisivo originale USA trasmesso solo su Cartoon Network USA. Prima sul blocco esclusivo del 2009 CN Real e poi trasmesso in modo autonomo. Genere: Reality Show e Game Show. Case di produzione: Idiot Box Productions e Mess Media. Anni di trasmissione: 2009—2011)
- Dude, What Would Happen (Programma televisivo originale USA trasmesso solo su Cartoon Network USA. Prima sul blocco esclusivo del 2009 CN Real e poi trasmesso in modo autonomo. Genere: Reality Show. Casa di produzione: Dalakis Media Enterprises. Anni di trasmissione: 2009—2011)
- Cartoon Network Beatbox (Programma televisivo originale trasmesso solo in Europa su Cartoon Network Germany. Genere: Musicale. Casa di produzione: Cartoon Network Germany. Anni di trasmissione: 2009—presente)[14][15]
- Cartoon Network Durchstarter (Programma televisivo originale trasmesso solo in Europa su Cartoon Network Germany. Genere: Reality Show. Case di produzione: Family Entertainment e DS TV. Anni di trasmissione: 2009—presente)[16][17][18]
- Cartoon Network Topfrocker - Lasse Tischt Auf (Programma televisivo originale trasmesso solo in Europa su Cartoon Network Germany. Genere: Culinaria. Casa di produzione: Vision First Kahle. Anni di trasmissione: 2009—presente)[19][20]
- Let's Goal! Football Test [ex Footall Dream] (Programma televisivo originale trasmesso solo in Europa su Cartoon Network Italia. Genere: Sportivo, Telequiz e Game Show. Case di produzione: Libero Produzioni Televisive e Cartoon Network Italia. Anni di trasmissione: 2010—2010)[21][22]
- My Dad's a Pro (Programma televisivo originale USA trasmesso solo su Cartoon Network USA in modo autonomo. Genere: Reality Show. Case di produzione: Pulse Media ed NBA Entertainment. Anni di trasmissione: 2010—2011)[23][24]
- Run It Back (Programma televisivo originale USA trasmesso solo su Cartoon Network USA in modo autonomo. Genere: Sportivo. Casa di produzione: Williams Street. Anni di trasmissione: 2010—2011)[25]
- Cartoon Network Checker [Cartoon Network Forscht] (Programma televisivo originale trasmesso solo in Europa su Cartoon Network Germany. Genere: Family Show. Casa di produzione: Vision First Kahle. Anni di trasmissione: 2010—presente)[26]
- Ben 10: Ultimate Challenge (Programma televisivo originale trasmesso solo su Cartoon Network Europe. Genere: Game Show. Case di produzione: Twenty Twenty Production e Cartoon Network Europe.  Anni di trasmissione: 2011—2011)
- Cartoon Network D! Hall of Fame (Programma televisivo originale trasmesso solo in Europa su Cartoon Network Germany. Genere: Talent show. Casa di produzione: DS TV. Anni di trasmissione: 2011—presente)[18][27]

### Episodi pilota TV
Cartoon Network, oltre agli show-progetti What a Cartoon! e The Cartoonstitute, ha realizzato negli anni degli episodi pilota TV originali singoli, trasmessi sul canale ma che non furono mai dati il via libera per diventare delle serie televisive ufficiali, e poi successivamente cancellati.
- A Kitty Bobo Show (2001)
- Private Eye Princess (co-prodotta con I Wanna Know Everyone, Inc., 2001)[28]
- Welcome to Eltingville (2001. L'episodio, pur essendo prodotta ai Cartoon Network Studios, era ufficialmente il primo pilota TV per il blocco Adult Swim)
- The Groovenians (co-prodotta con S4 Studios, 2002)
- Bobots (co-prodotta con Hook Up Animation e Cartoon Network Latin America, 2004)
- Korgoth of Barbaria (co-prodotta con Williams Street, 2006. L'episodio era il secondo ed ultimo pilota TV, prodotto da Cartoon Network Studios, per il blocco Adult Swim)
- Plastic Man (co-prodotta con Warner Bros. Animation, 2006)
- Wacky Racers Forever (co-prodotta con Warner Bros. Animation, 2006)
- Welcome to Wackamo (2006)
- Diggs Tailwagger: Galactic Rover (2007)
- Enter Mode 5 (2007)
- The Upstate Four (co-prodotta con Bunko Studios, 2007)
- What's Wrong with Ruth? (2007)
- Zoot Rumpus (2007)
- Avery Matthews: Porch Cow (co-prodotta con Turner Studios, 2009)
- Spang Ho! (co-prodotta con Global Mechanic, 2009)
- KROG (2010)
- Lakewood Plaza Turbo (2013)
- Mars Safari! (2013)
- My Science Fiction Project (2013)
- Paranormal Roommates (2013)
- AJ's Infinite Summer (2014)
- Back to Backspace (2014)
- Pillywags Mansion (2014)
- Apple & Onion (2015)
- Jammers (2015)
- Ridin' with Burgess (2015)
- Twelve Forever (2015)
- Bottom's Butte (2016)

In produzione:
- Lo strano e meraviglioso mondo di Gumball (2025)[29] [30]
- The Amazing World of Gumball Movie ( TBA) [31][32][33][34]
- Lars of the Stars ( TBA) [35]

## Show in live action
Sin dalla stagione 2008—2009 Cartoon Network, sia nelle versioni americana ed europea, ha trasmesso anche come “serie televisive” dei programmi televisivi, chiamati anche live action shows. Molti di loro sono di produzione originale ma “indipendenti” dagli studios, sia di quelli in Europa (Intrattenimento) ad eccezione degli show Cartoon Network Hall of Game Awards e Run It Back, che quelli negli USA (Reality show); questi ultimi sono stati trasmessi solo sul blocco del 2009 chiamato CN Real. Dopo la fine con cancellazione del blocco e dei suoi show, avvenuta sempre nello stesso anno a causa dei bassi ascolti e alle critiche negative, soltanto due di loro (Destroy Build Destroy e Dude, What Would Happen) riuscirono a sopravvivere, ma finirono entrambi nel 2011. L'unico reality show europeo di produzione originale è uno show dal titolo Cartoon Network Durchstarter, trasmesso solo su Cartoon Network Germany dal 2009. Pochi invece sono indipendenti sia dal canale che dagli studios stessi, come quando Cartoon Network solo negli USA, aveva acquistato e trasmesso per un breve periodo le partite di Slamball (solo nel 2009 sempre nel blocco CN Real), e il game show della Fox dal titolo Hole in the Wall (dal 2010 al 2012).

### Intrattenimento
- Cartoon Network Dance Club (2008—presente nella versione originale tedesca, 2010—2010 nella versione polacca. Programma di intrattenimento, combinato con animazione e realtà, basato sulla danza)!/
- Staraoke (2009—2009. Game show di Cartoon Network basato sul karaoke. In origine era un programma televisivo finlandese andato in onda nel 2003 sulle reti TV4 ed MTV3, che poi venne acquistato nel 2009 da Cartoon Network)
- Cartoon Network Beatbox (2009—presente. Programma di intrattenimento musicale basato sui beat, eseguite dal rapper e presentatore Robeat)!
- Cartoon Network Topfrocker - Lasse Tischt Auf (2009—presente. Programma di intrattenimento basato sulle preparazioni di ricette in cucina versione bambini & ragazzi)!
- Let's Goal! Football Test [ex Football Dream] (2010—2010. Programma di intrattenimento che combina sport, game show e quiz, basato sul calcio. Prima produzione originale italiana di Cartoon Network)#
- Run It Back (2010—2011. Programma di approfondimento sportivo per bambini & ragazzi dedicato all'NBA)^
- Cartoon Network Checker [Cartoon Network Forscht] (2010—presente. Programma di intrattenimento basato sulle invenzioni)!
- Ben 10: Ultimate Challenge (2011—2011. Primo game show di Cartoon Network basato su una serie televisiva animata originale, cioè quella di Ben 10)
- Cartoon Network D! Hall of Fame (2011—presente. Primo talent show per bambini e ragazzi di Cartoon Network)!
- Cartoon Network Hall of Game Awards (Dal 2011. Primo show-award annuale di Cartoon Network, in cui si premiano i migliori atleti, stunts e altre meraviglie. Case di produzione: Dempsey Productions ed IMG Media)[36]^

NOTA - (!): Trasmesso solo su Cartoon Network Germany; (/): Trasmesso solo su Cartoon Network Poland; (#): Trasmesso solo su Cartoon Network Italia; (^): Show “non europeo” presente nella categoria.

### Reality show
- Bobb'e Says (2009—2009. Reality show in stile comedy show basato sulla vita dell'attore americano Bobb'e J. Thompson)
- BrainRush [BrainRu$h] (2009—2009. Game show in stile reality show ambientato sulle montagne russe del parco dei divertimenti di Knott's Berry Farm, nella città di Buena Park in California)
- The Othersiders (2009—2010. Reality show incentrato su un gruppo di ragazzi interessati al paranormale, e alla loro scoperta di fenomeni paranormali)
- Survive This (2009—2010. Reality show, che combina avventura e azione, basato sulle abilità e sulla sopravvivenza di un gruppo di persone perse in un bosco)
- Destroy Build Destroy (2009—2011. Game show in stile reality show, suddiviso in squadre, basato sulla distruzione di oggetti con pericolose attrezzature e alla creazione di veicoli)
- Dude, What Would Happen (2009—2011. Reality show incentrato su due ragazzi-conduttori alla loro scoperta e creazione di sistemi, eventi naturali ed esperimenti)
- Cartoon Network Durchstarter (2009—presente. Primo reality show europeo originale di Cartoon Network. È basato su bambini e ragazzi che, al di là di sé stessi, cercano di realizzare i loro desideri e a scoprire i loro propri talenti)%
- My Dad's a Pro (2010—2011. Reality show basato sulla vita da celebrità del basket di Jaelen House, figlio del giocatore NBA del 2008 nella Boston Celtics Eddie House)

NOTA - (%): Show “non americano” presente nella categoria.

## Loghi

Logo usato dal 1994 al 1996
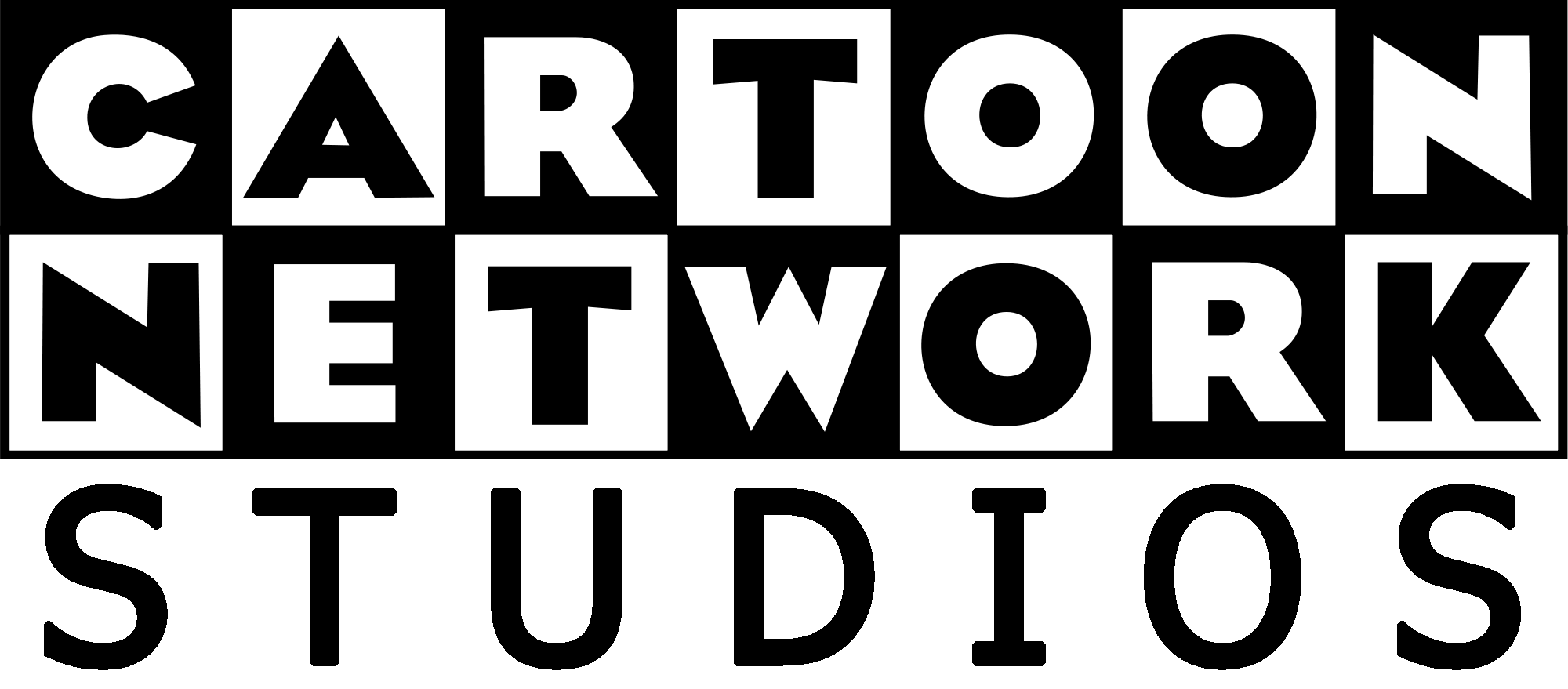
Logo usato dal 1996 al 1997 nel programma What a Cartoon!
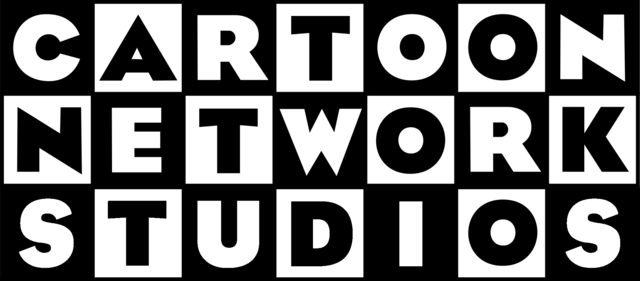
Logo usato dal 1997 al 2000 nelle prime stagioni de Il Laboratorio di Dexter
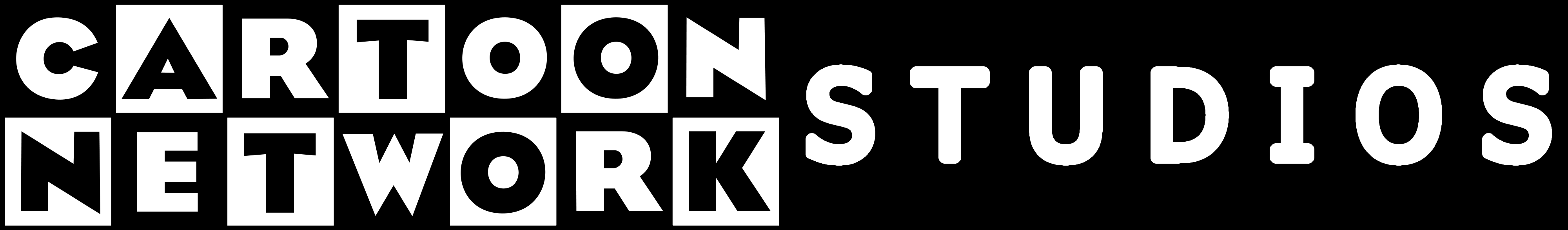
Logo usato dal 2000 al 2001
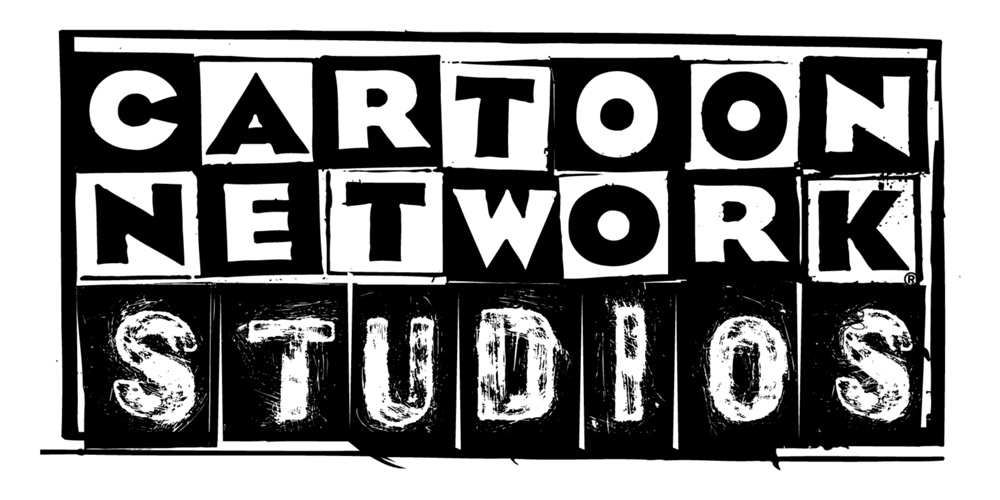
Logo usato dal 2001 al 2010
Logo usato dal 2010 al 2013
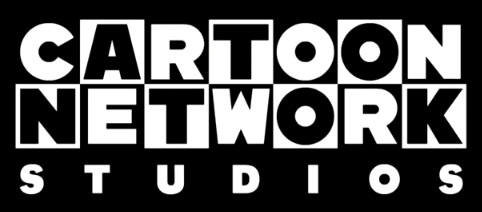
Logo usato dal 2013 al 2022
Logo in uso dal 2022